# Ivan Voborník
Ivan Voborník (* 19. prosince 1947) je bývalý český fotbalista, útočník. Po skončení aktivní kariéry působí jako trenér a fotbalový funkcionář.

## Fotbalová kariéra
V československé lize hrál za Spartu Praha, TJ SU Teplice, Slavii Praha a Duklu Praha. Nastoupil v 96 ligových utkáních a dal 17 gólů. Za dorosteneckou reprezentaci nastoupil ve 3 utkáních. V Poháru UEFA nastoupil ve 3 utkáních.

## Ligová bilance
| Ročník                                   | Zápasy | Góly | Klub          |
| ---------------------------------------- | ------ | ---- | ------------- |
| 1. československá fotbalová liga 1968/69 | 4      | 1    | Sparta Praha  |
| 1. československá fotbalová liga 1969/70 | 13     | 3    | Sparta Praha  |
| 1. československá fotbalová liga 1970/71 | 30     | 7    | TJ SU Teplice |
| 1. československá fotbalová liga 1971/72 | 29     | 5    | TJ SU Teplice |
| 1. československá fotbalová liga 1972/73 | 10     | 0    | Slavia Praha  |
| 1. československá fotbalová liga 1973/74 | 6      | 1    | Slavia Praha  |
| 1. československá fotbalová liga 1974/75 | 3      | 0    | Dukla Praha   |
| CELKEM                                   | 95     | 17   |               |